# 479 f.Kr.
| 479 f.Kr.          |
| ------------------ |
| Dødsfald - Fødsler |

## Dødsfald
- Konfutse